# Palazzo dei Bandeirante
Il Palazzo dei Bandeirante (in portoghese: Palácio dos Bandeirantes) è la sede del governo dello Stato di San Paolo e un museo culturale. Il progetto iniziale, ideato nel 1938 dall'architetto italiano Marcello Piacentini, presentava linee astratte, muri lisci e un'ampia facciata. Con l'inizio dei lavori, nel 1954, sotto la direzione dell'ingegnere Francisco da Nova Monteiro, possedeva già uno stile architettonico italiano con influenza neoclassica. L'obiettivo principale della sua costruzione era ospitare l'Università Conte Francisco Matarazzo, ma, a causa di problemi finanziari, i suoi lavori furono paralizzati. Divenne sede del potere esecutivo durante il governo di Adhemar de Barros, nel 1964, sostituendo il Palazzo Campos Elísios.